# Wallers-en-Fagne
Ne doit pas être confondu avec Villers-en-Fagne.
Pour les articles homonymes, voir Wallers et Fagne.
Wallers-en-Fagne, anciennement Wallers-Trélon, est une commune française, située dans le département du Nord en région Hauts-de-France.

## Géographie

### Localisation
Wallers-en-Fagne fait partie :
- administrativement de l'Avesnois (arrondissement d'Avesnes-sur-Helpe), région située dans le sud-est du département du Nord ;
- historiquement du Hainaut ;
- géologiquement des Ardennes ;
- paysagèrement de la « grande Thiérache ».

La commune fait partie du parc naturel régional de l'Avesnois.

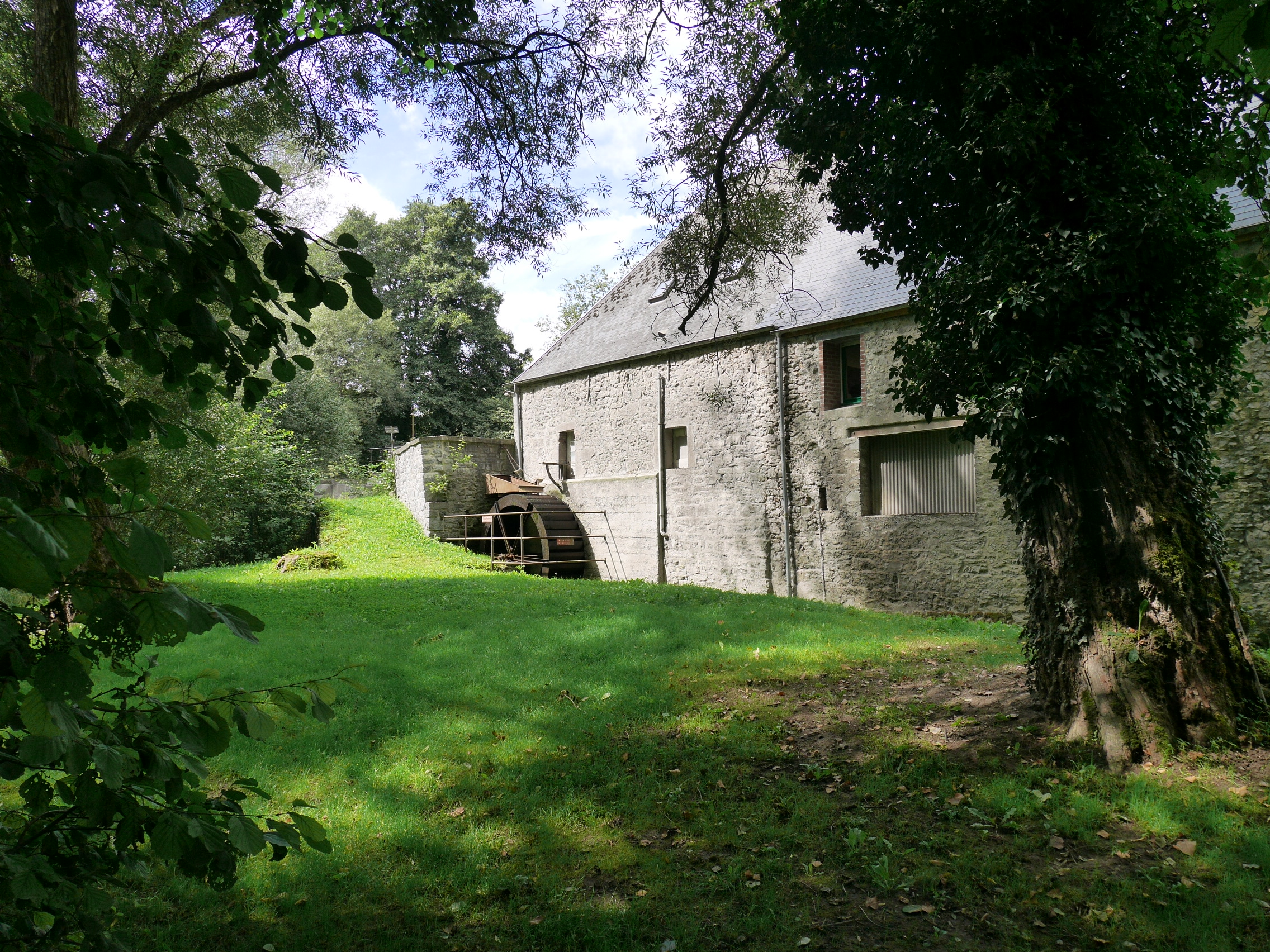
Un moulin sur l'Helpe majeure.

### Géologie et relief
Située sur la terminaison périclinale de la structure calcaire qui constitue la Calestienne belge, Wallers-en-Fagne possède des affleurements de niveau givétien d'où est extrait un calcaire bleu, dit abusivement « marbre bleu ».
Ce calcaire bleu constitue un élément typique dans l'architecture locale des maisons de Thiérache du Nord (Avesnois), de la Fagne, et d'une partie des Ardennes, de Chimay à Givet.
Les communes limitrophes sont  Baives, Momignies, Moustier-en-Fagne, Ohain et Trélon.

### Communes limitrophes
|        |                    | Moustier-en-Fagne |
| Trélon | Wallers-en-Fagne   | Baives            |
| Ohain  | Momignies Belgique | Macon Belgique    |

### Hydrographie

#### Réseau hydrographique
La commune est située dans le bassin Artois-Picardie. Elle est drainée par le canal de la Folie, le Pont de Chimay, le ruisseau des Gocheries, le ruisseau la Scierie et l'Hermitage,,.
L'Helpe Majeure, d'une longueur de 69 km, prend sa source dans la commune de Ohain et se jette  dans la Sambre canalisée à Noyelles-sur-Sambre, après avoir traversé 18 communes. 

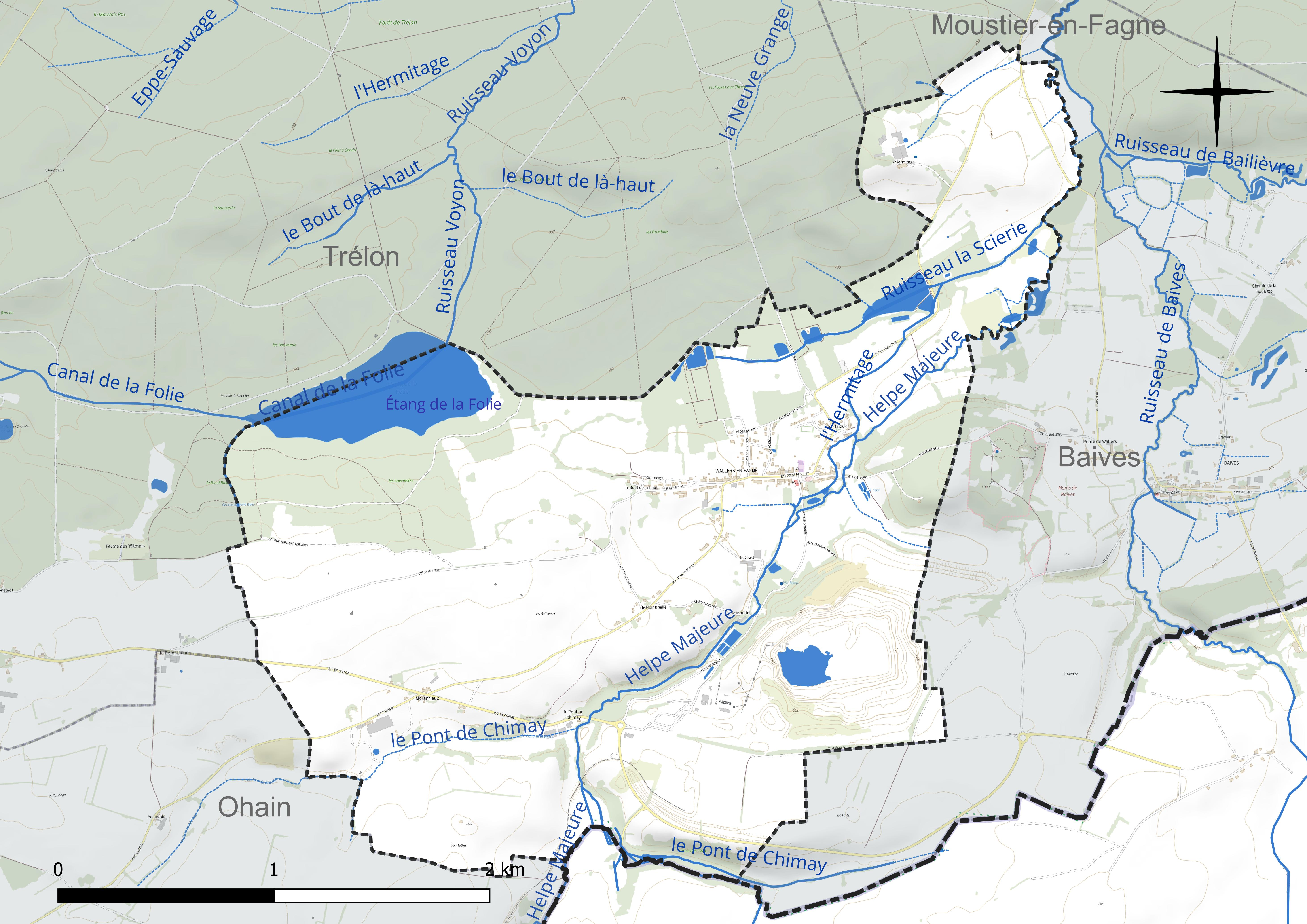
Réseau hydrographique de Wallers-en-Fagne.

Un plan d'eau complète le réseau hydrographique : l'étang de la Folie, d'une superficie totale de 32,2 ha (25,5 ha sur la commune),.

#### Gestion et qualité des eaux
Le territoire communal est couvert par le schéma d'aménagement et de gestion des eaux (SAGE) « Sambre ». Ce document de planification concerne un territoire de 1 253 km2 de superficie, délimité par le bassin versant de la Sambre. Le périmètre a été arrêté le 1er novembre 2003 et le SAGE proprement dit a été approuvé le 21 septembre 2012, puis modifié le 18 août 2022. La structure porteuse de l'élaboration et de la mise en œuvre est le syndicat mixte du Parc naturel régional de l'Avesnois. 
La qualité des cours d'eau peut être consultée sur un site dédié géré par les agences de l'eau et l'Agence française pour la biodiversité. 

### Climat
Pour des articles plus généraux, voir Climat des Hauts-de-France et Climat du Nord.
En 2010, le climat de la commune est de type climat des marges montargnardes, selon une étude du CNRS s'appuyant sur une série de données couvrant la période 1971-2000. En 2020, Météo-France publie une typologie des climats de la France métropolitaine dans laquelle la commune est exposée à un climat océanique altéré et est dans la région climatique  Nord-est du bassin Parisien, caractérisée par un ensoleillement médiocre, une pluviométrie moyenne régulièrement répartie au cours de l'année et un hiver froid (3 °C).
Pour la période 1971-2000, la température annuelle moyenne est de 9,5 °C, avec une amplitude thermique annuelle de 15,6 °C. Le cumul annuel moyen de précipitations est de 910 mm, avec 13,2 jours de précipitations en janvier et 9,8 jours en juillet. Pour la période 1991-2020, la température moyenne annuelle observée sur la station météorologique la plus proche, située sur la commune de Saint-Hilaire-sur-Helpe à 21 km à vol d'oiseau, est de 10,5 °C et le cumul annuel moyen de précipitations est de 802,4 mm,. Pour l'avenir, les paramètres climatiques de la commune estimés pour 2050 selon différents scénarios d'émission de gaz à effet de serre sont consultables sur un site dédié publié par Météo-France en novembre 2022.

## Urbanisme

### Typologie
Au 1er janvier 2024, Wallers-en-Fagne est catégorisée commune rurale à habitat dispersé, selon la nouvelle grille communale de densité à sept niveaux définie par l'Insee en 2022.
Elle est située hors unité urbaine et hors attraction des villes,.

### Occupation des sols
L'occupation des sols de la commune, telle qu'elle ressort de la base de données européenne d'occupation biophysique des sols Corine Land Cover (CLC), est marquée par l'importance des territoires agricoles (66,8 % en 2018), en diminution par rapport à 1990 (73,5 %). La répartition détaillée en 2018 est la suivante : 
prairies (50,9 %), terres arables (15,9 %), mines, décharges et chantiers (14 %), forêts (11,3 %), zones urbanisées (3,3 %), eaux continentales (3 %), zones humides intérieures (1,6 %). L'évolution de l'occupation des sols de la commune et de ses infrastructures peut être observée sur les différentes représentations cartographiques du territoire : la carte de Cassini (XVIIIe siècle), la carte d'état-major (1820-1866) et les cartes ou photos aériennes de l'IGN pour la période actuelle (1950 à aujourd'hui).

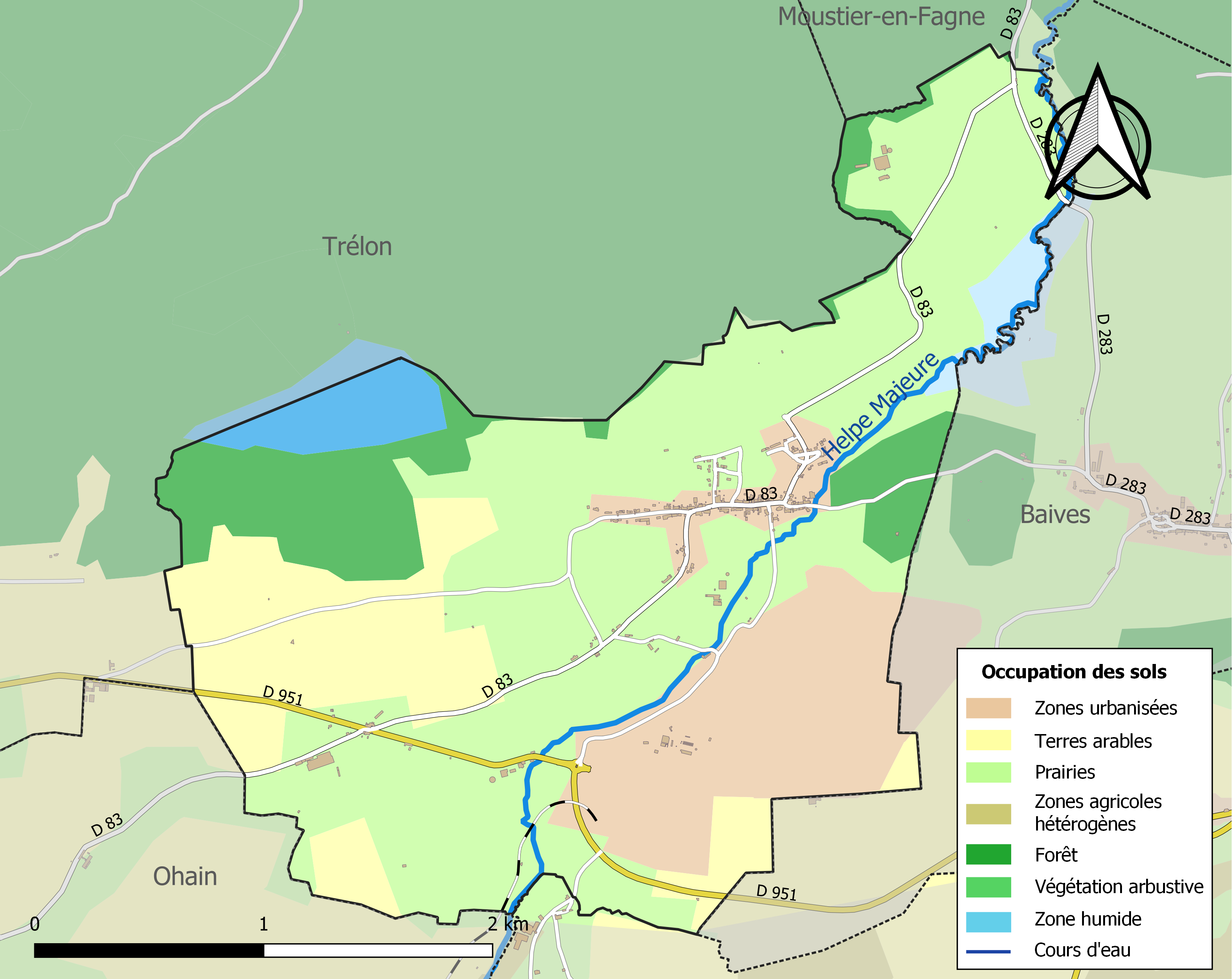
Carte des infrastructures et de l'occupation des sols de la commune en 2018 (CLC).

## Environnement
De par son appartenance aux marches du Massif ardennais, l'écopotentialité (c'est-à-dire la richesse écopaysagère potentielle) de l'environnement communal est élevée. L'Avesnois est considéré comme la zone la mieux conservée dans le cadre des études d'écopotentialité régionale ou de trame verte et bleue, mais le paysage est cependant localement fragmenté par des routes (avec localement des problèmes de fragmentation forestière.
Le labour tend à s'intensifier au détriment du bocage. Et les écosystèmes et paysages semblent avoir été significativement perturbés par l'activité des carrières.
En particulier des effondrements de zones karstiques et de carrières (gisement givétien et en dessous de ce dernier gisement de l'eifelien). Pour les carrières comme pour les mines, d'importants pompages ont permis de faire baisser le niveau de la nappe phréatique pour permettre l'exploitation profonde, pompages qui peuvent induire ou réactiver des systèmes karstiques.

### Effondrements

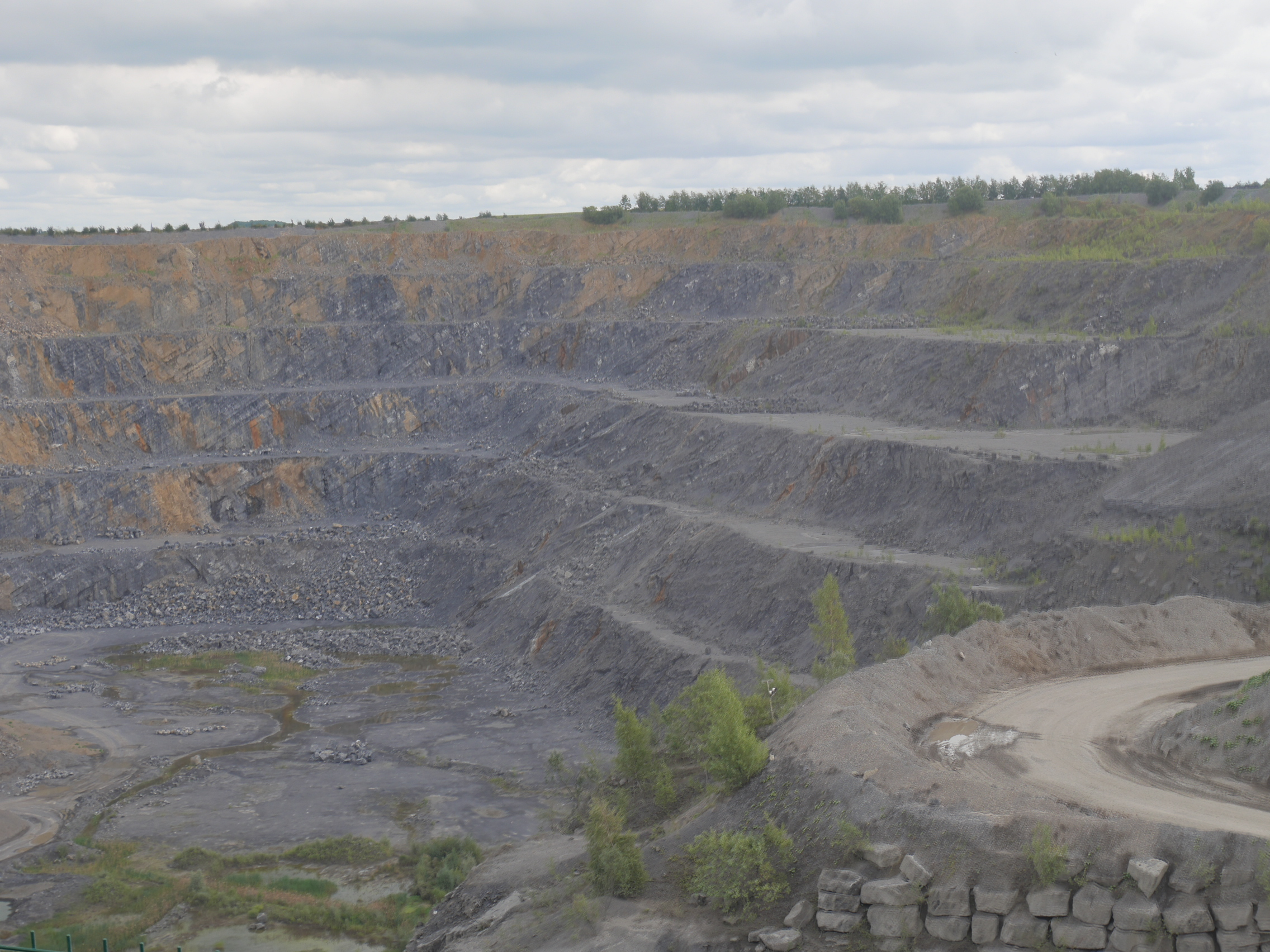
La carrière de Wallers-en-Fagne.

La commune est touchée par des effondrements récents de sols, avec « pertes d'eau de surface » : En 2007-2010, des sols se sont enfoncés entre le ruisseau des Gocheries et le canal de rejet d'une proche pisciculture. L'année suivante en novembre, la Commission wallonne d'étude et de protection des sites souterrains (CWEPSS) notait « un fort déséquilibre hydrologique, très probablement causé par les pompages dans la carrière (de la CCM) ». Par exemple à Momignies, la CWEPSS fin novembre a constaté un effondrement important (12,5 m de long sur 5 m de large pour presque 6 m de profondeur) dans lequel se vident les eaux superficielles, dont celles d'une pisciculture locale, qui a dû cesser son activité. et le mois suivant une perte dénoyait le ruisseau des Gocheries. Un trou encore plus important, apparu dans le lit du ruisseau des Gocheries et profond d'environ 8 mètres vide les eaux de surface.

Des ONG interpellent alors le préfet. Début 2012 des négociations sont entamées entre la direction de la carrière CCM et le Pisciculteur et un hydrogéologue agréé doit étudier les questions de responsabilité, qui intéresse notamment les assureurs, conclue par un accord amiable (rachat du terrain par le carrier). Une étude faite sous l'égide du sous-préfet et de l'ARS (Agence régionale de santé a permis d'étudier l'origine des effondrements et les risques pour les nappes superficielles et souterraines. Il y a en effet là un risque important d'apports directs de polluants (pesticides, eutrophisants, microbes) de la surface vers les nappes. 
Une étude faite par Antéa avec traçage par coloration de l'eau à la fluorescéine a confirmé que l'eau perdue en surface arrivait dans le fond de la carrière proche. Les trous ont été rebouchés en 2013 et les lits et berges du ruisseau des Gocheries et du canal de rejet reconstitués et consolidés de « placages en argile et des pierres ». Des regards d'inspection ont été installés pour un suivi attentif, sous contrôle de la police de l'eau.

## Toponymie
Depuis le VIIe siècle, Wallers-en-Fagne a connu de multiples orthographes : Wallare, Walhiers, Walliers, Waslot, Wasler, Wuaslers, Valers, Walers, Warlers ...
Sur la carte de cassini (feuille n°77 - "Rocroi" publiée en 1759), le village figure sous le nom de "Walle". Sur la carte d'Etat major (1866), le village figure sous le nom de "Woillers".
Appelée encore récemment Wallers-Trélon (en référence à la commune de Trélon qui lui est limitrophe et pour la distinguer de la commune de Wallers sise dans le même département), la commune a retrouvé le nom qui était le sien jusqu'à la fin du XIXe siècle et a été rebaptisée en Wallers-en-Fagne par un décret du ministère de l'Intérieur du 10 août 2007 paru au journal le 14 août suivant.

## Histoire
- Préhistoire

Comme en témoignent par exemple les silex taillés trouvés à Trélon, le territoire de Wallers-en-Fagne et celui de toute la région Nord-Pas-de-Calais ont probablement été largement occupés durant la préhistoire (hormis au plus fort des périodes glaciaires).
- On dispose de peu de données précises pour la période gauloise et gallo-romaine (restes de l'âge du fer ou datant d'avant la conquête des Gaules par l'empire romain ; deux monnaies de bronze (gauloises ; « nerviennes ») ont été découvertes sur la « colline des Mottes »[24].
- 302, sous Maximilien, une grande persécution des chrétiens a lieu dans cette région. Selon le doyen Letellier (historien de Chimay), il a fallu repeupler la région avec des païens pour cultiver la terre. Le christianisme sera ensuite rétabli par Flauius Valerius Aurelius Constantinus (l'empereur romain Constantin Ier), mais en 360, des pillards francs et saxons saccagent les environs (Momignies)[24]. Des places fortifiées sont alors érigées dans la région dont sur le site dont le « château de la Motte », cité par Jacques de Guyse et des auteurs plus récents. N'en subsistent que quelques traces de fondation[24].
- 406 : la Thiérache est envahie par des groupes de Vandales, d'Alains et de Suèves qui font fuir les habitants et détruisent leurs villages. La forêt repousse alors sur les champs abandonnés[24].
- 843 : Avec le traité de Verdun, le partage de l'empire carolingien entre les trois petits fils de Charlemagne octroie à Lothaire I, la Francie médiane qui comprend le Hainaut dont fait partie le village. 
C'est à cette époque que le « bois de St-Hilaire » aurait été offert à une abbaye de Poitiers, consacrée à Hilaire de Poitiers (° vers 315 - †367) (ancien évêque de Poitiers)[24].
- 855 : avec le traité de Prüm qui partage la Francie médiane entre les trois fils de Lothaire I, le Hainaut est rattaché à la Lotharingie dont hérite Lothaire II.
- 870 : avec le traité de Meerssen après la mort de Lothaire II, une partie de la Lotharingie dont fait partie le Hainaut est rattachée à la Francie occidentale.
- 880 : avec le traité de Ribemont en 880, le Hainaut est rattaché à la Francie orientale qui deviendra le Saint-Empire romain germanique en 962.
- Industrie du fer: En 1592, un fourneau, route de Moustier, était exploité par Jean Lobet. Il produisait de la fonte, taques, chaudrons, gueuses. Ces dernières passaient ensuite dans la forge située au pied des Monts-de-Baives pour être rebattues à chaud afin d'obtenir l'acier. Le minerai, argile riche en oxyde de fer, provenait de filons locaux, de Glageon ou Ohain. C'était le charbon de bois préparé dans la forêt qui permettait d'atteindre la température de fusion (1250°). En 1714, il était occupé par Guillaume Goulard, maître de Forges, demeurant à Trélon. En 1738, il est mentionné le chômage avec 2.000 gueuses en magasin. Le fourneau de Wallers fut rétabli ou remplacé par une forge et est resté en activité jusqu'en 1825 date à laquelle le sieur Bertrand, propriétaire, fut autorisé à transformer l'usine en scierie de marbre par ordonnance royale du 1er septembre 1825. L'arrivée par la ligne de chemin de fer "Calais-Bâle" de la houille et du minerai de Lorraine eut raison de ces activités
- 1884 : La commune qui s'appelait "Wallers" prend le nom de Wallers-Trélon..
- 2007 : la Commune qui s'appelait "Wallers-Trélon" prend le nom de "Wallers en Fagne"[25].

## Politique et administration

### Liste des maires
Maire en 1802-1803 : Théop. Léop. Paul.

Maire en 1807 : Bachelard.
| Période                                  | Période   | Identité                                       | Étiquette | Qualité                        |
| ---------------------------------------- | --------- | ---------------------------------------------- | --------- | ------------------------------ |
| Les données manquantes sont à compléter. |           |                                                |           |                                |
| 1998                                     | mars 2001 | Daniel Barbet                                  |           |                                |
| Mars 2001                                | En cours  | Bernard Navarre Réélu pour le mandat 2020-2026 |           | Réélu pour le mandat 2014-2020 |

## Population et société

### Démographie

#### Évolution démographique
L'évolution du nombre d'habitants est connue à travers les recensements de la population effectués dans la commune depuis 1793. Pour les communes de moins de 10 000 habitants, une enquête de recensement portant sur toute la population est réalisée tous les cinq ans, les populations de référence des années intermédiaires étant quant à elles estimées par interpolation ou extrapolation. Pour la commune, le premier recensement exhaustif entrant dans le cadre du nouveau dispositif a été réalisé en 2004.

En 2022, la commune comptait 274 habitants, en évolution de −4,86 % par rapport à 2016 (Nord : +0,51 %, France hors Mayotte : +2,11 %).
| 1793 | 1800 | 1806 | 1821 | 1831 | 1836 | 1841 | 1846 | 1851 |
| ---- | ---- | ---- | ---- | ---- | ---- | ---- | ---- | ---- |
| 358  | 296  | 394  | 417  | 480  | 516  | 511  | 509  | 529  |

| 1856 | 1861 | 1866 | 1872 | 1876 | 1881 | 1886 | 1891 | 1896 |
| ---- | ---- | ---- | ---- | ---- | ---- | ---- | ---- | ---- |
| 514  | 462  | 436  | 440  | 419  | 472  | 436  | 424  | 415  |

| 1901 | 1906 | 1911 | 1921 | 1926 | 1931 | 1936 | 1946 | 1954 |
| ---- | ---- | ---- | ---- | ---- | ---- | ---- | ---- | ---- |
| 410  | 394  | 371  | 316  | 336  | 336  | 329  | 326  | 307  |

| 1962 | 1968 | 1975 | 1982 | 1990 | 1999 | 2004 | 2006 | 2009 |
| ---- | ---- | ---- | ---- | ---- | ---- | ---- | ---- | ---- |
| 282  | 257  | 251  | 225  | 219  | 215  | 231  | 253  | 282  |

| 2014 | 2019 | 2022 | - | - | - | - | - | - |
| ---- | ---- | ---- | - | - | - | - | - | - |
| 293  | 282  | 274  | - | - | - | - | - | - |

#### Pyramide des âges
La population de la commune est relativement jeune.
En 2018, le taux de personnes d'un âge inférieur à 30 ans s'élève à 34,0 %, soit en dessous de la moyenne départementale (39,5 %). À l'inverse, le taux de personnes d'âge supérieur à 60 ans est de 24,8 % la même année, alors qu'il est de 22,5 % au niveau départemental.
En 2018, la commune comptait 149 hommes pour 135 femmes, soit un taux de 52,46 % d'hommes, largement supérieur au taux départemental (48,23 %).
Les pyramides des âges de la commune et du département s'établissent comme suit.
| Hommes | Classe d’âge | Femmes |
| ------ | ------------ | ------ |
| 0,0    | 90 ou +      | 0,0    |
| 4,7    | 75-89 ans    | 8,2    |
| 20,3   | 60-74 ans    | 16,4   |
| 20,3   | 45-59 ans    | 29,9   |
| 17,6   | 30-44 ans    | 14,9   |
| 15,5   | 15-29 ans    | 15,7   |
| 21,6   | 0-14 ans     | 14,9   |

| Hommes | Classe d’âge | Femmes |
| ------ | ------------ | ------ |
| 0,5    | 90 ou +      | 1,4    |
| 5,3    | 75-89 ans    | 8,1    |
| 14,8   | 60-74 ans    | 16,2   |
| 19,1   | 45-59 ans    | 18,4   |
| 19,5   | 30-44 ans    | 18,7   |
| 20,7   | 15-29 ans    | 19,1   |
| 20,2   | 0-14 ans     | 18     |

## Économie
- Carrière de granulats.

## Culture locale et patrimoine

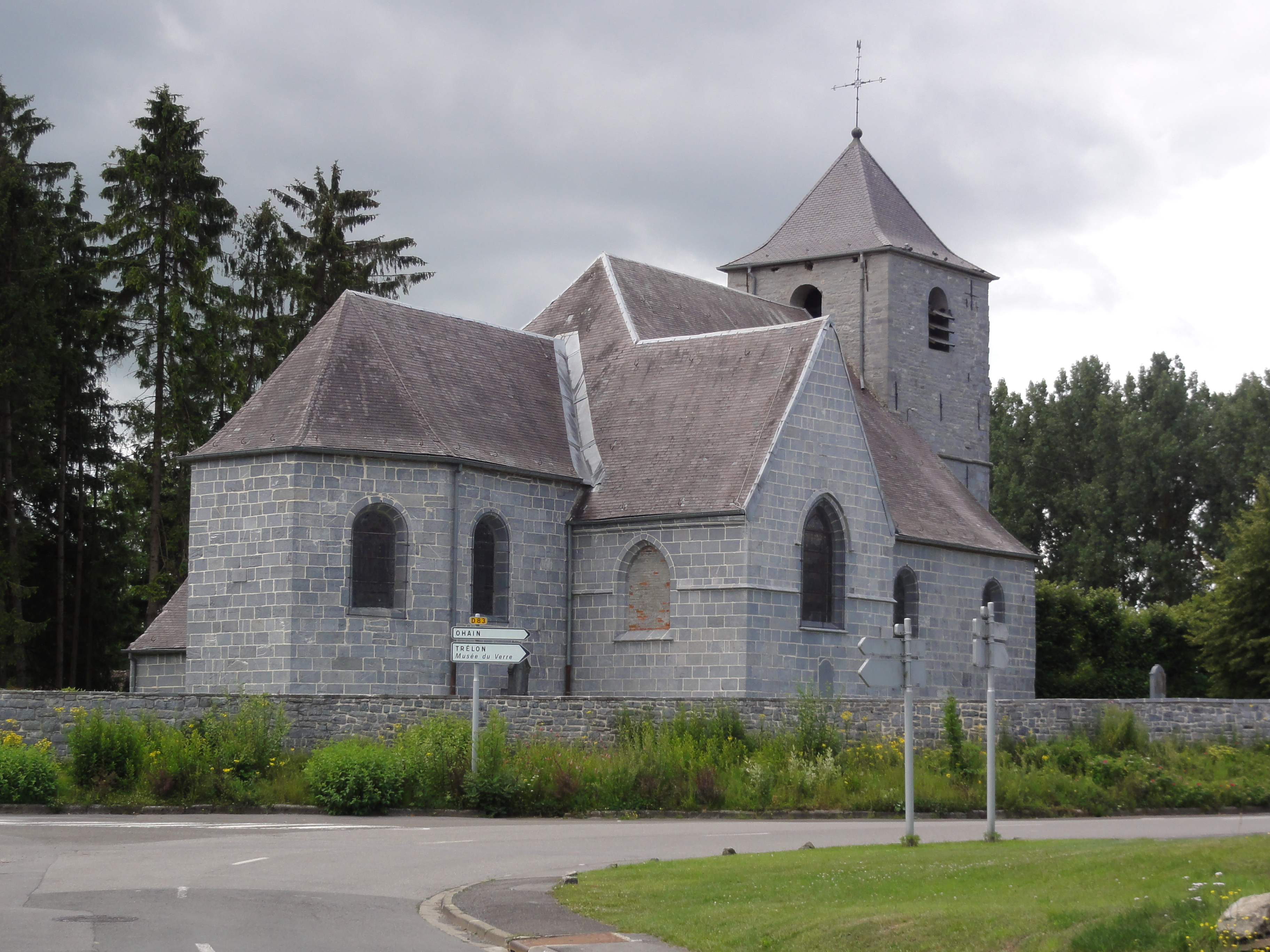
L'église saint Hilaire.

### Lieux et monuments
- L'église Saint-Hilaire.
- Moulin sur l'Helpe Majeure.
- Sculptures en pierre bleue .
- Nombreux oratoires.
- Parc naturel régional de l'Avesnois

### Personnalités liées à la commune
- Hilaire de Poitiers (vers 315-367), premier évêque de Poitiers réellement attesté dont les saintes reliques ont été protégées par les habitants de génération en génération. La première donation fut faite au village en 1518 par une fille d'Alain d'Albret, Louise, vicomtesse de Limoges († 1531) qui épousa en 1495 Charles Ier de Croÿ-Chimay, comte de Chimay et d'Avesnes.

### Héraldique
| Blason de Wallers-en-Fagne | Blason  | D'or à quatre pals de gueules, à la bordure engrêlée d'azur. |
| Blason de Wallers-en-Fagne | Détails | Le statut officiel du blason reste à déterminer.             |